# Захват Осло

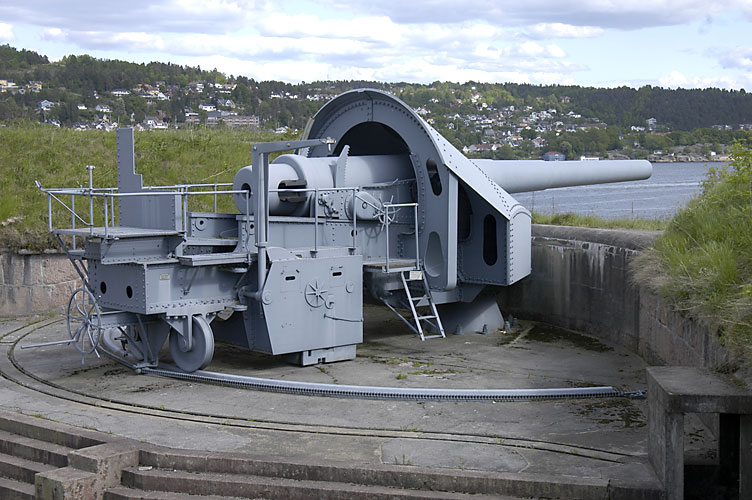
Позиция 280-мм орудия на Оскарсборге

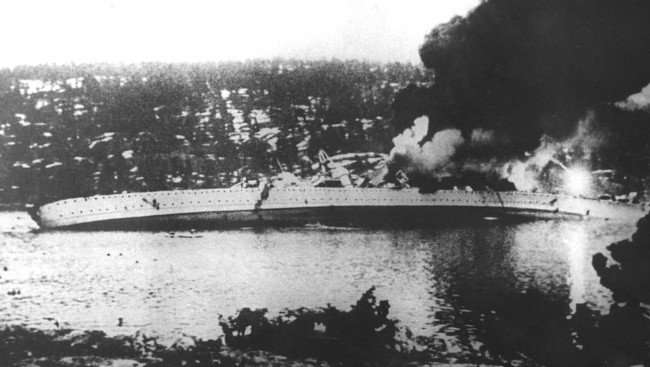
Тонущий «Блюхер»

Захват Осло (нем. Das Landeunternehmen in Oslo) — десантная операция немецких войск по захвату столицы Норвегии Осло, проведённая 9—10 апреля 1940 года. Часть операции «Везерюбунг».
По плану «Везерюбунг-Норд» столицу Норвегии должна была захватить группировка под командованием контр-адмирала Оскара Куммеца. В неё входили тяжёлые крейсеры «Блюхер» (флагман контр-адмирала Куммеца), «Лютцов» и лёгкий крейсер «Эмден», 3 миноносца, 8 тральщиков и 5 транспортных судов. Все эти корабли перевозили две тысячи солдат 163-й пехотной дивизии Энгельбрехта. Половина 324-го пехотного полка 163-й дивизии должна была перелететь на аэродром Осло-Форнебю после того как его захватит рота парашютистов; вторая половина планировала высадиться в порту Осло с кораблей 5-й десантной группы. После прохождения прожекторного заграждения между Болаерне и Рауёй штурмовые группы должны были захватить укрепления и главный военный порт Норвегии Хортен. 
Успех и быстрота захвата Осло были крайне важны для немцев как в военном, так и политическом планах, однако именно этот десант оказался для них самым неудачным. Рассчитывая, что серьёзного сопротивления оказано не будет, Куммец решил прорваться через самое узкое место Осло-фьорда, проход Дрёбак. У северного выхода из прохода находился остров-форт Оскарсборг. 

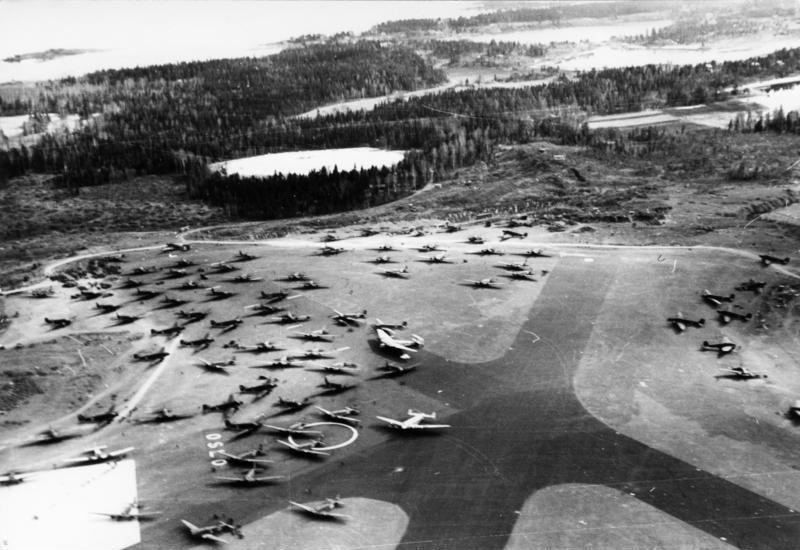
Форнебю после захвата

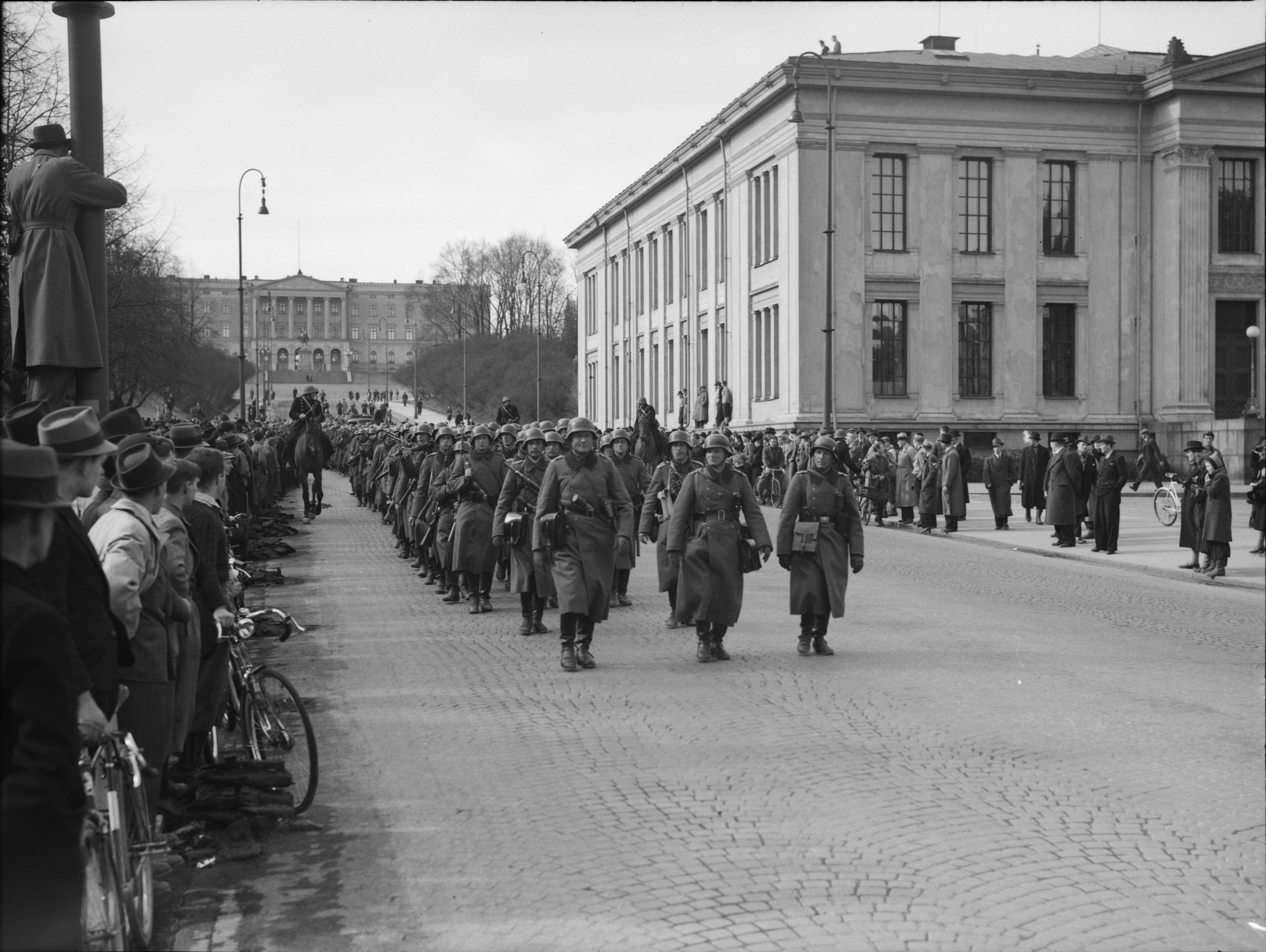
Вход немецких войск в Осло

Эскадра Кумметца была замечена в Осло-фьорде патрульным катером, который открыл огонь и успел передать сообщение. В 5:20 неожиданно для немцев двухорудийная 280-мм батарея форта открыла огонь по шедшему впереди строя «Блюхеру» с дистанции 500 метров. На крейсере сразу отказала система управления огнём и начались пожары; маневрируя, он вёл беспорядочный огонь из зенитных орудий. В это время в него попали две торпеды из замаскированной береговой торпедной установки на острове Норд-Кахольм. В 7:23 «Блюхер» затонул на 90-метровой глубине в 400 метрах от берега. Несмотря на отсутствие большей части спасательных жилетов и шлюпок, разлившееся горящее топливо и ледяную (3 градуса по Цельсию) воду, большинство моряков и солдат смогли добраться до берега; там они на непродолжительное время попали в норвежский плен. Поскольку на крейсере находились штабы морских сил, 163-й пехотной дивизии и авиации поддержки, десантные войска подверглись временной дезорганизации. Это на несколько часов задержало вход немецкой группировки в Осло, что позволило эвакуировать правительство, королевскую семью в глубь страны. 
«Эмден» и «Лютцов» задним ходом вышли из прохода, после чего принявший на себя командование капитан Тиле («Лютцов») решил высадить пехоту в Сонбуктене, чтобы поддержать с суши прорыв Дрёбака. Вечером люфтваффе атаковало Дрёбак и Оскарсборг. На следующее утро тральщики и два торпедных катера, выделенные из основных сил, высадят десант в этом районе, и норвежцы после переговоров покинут свои форты.
В нападении на Хортен, главную базу норвежских ВМС, принимало участие 340 солдат под огневым прикрытием двух торпедоносцев, двух катеров-тральщиков и вспомогательного тральщика. В ходе боя норвежский минный тральщик потопил немецкий катер-тральщик R-17. Несмотря на численное превосходство гарнизона норвежский адмирал капитулировал. В руки немцев попали два броненосца береговой обороны, подводная лодка и арсенал. 
Одновременно с действиями морского десанта немцы атаковали пригородные аэродромы. На рассвете 9 апреля авиационный атташе Германии капитан Е. Шпиллер с помощью сотрудников посольства и местных боевиков захватил аэродром Форнебю. Однако густой туман помешал сбросу парашютистов. Только около полудня они заняли аэродром, и затем транспортными самолётами туда был доставлен 324-й пехотный полк. Несколько транспортных Юнкерсов разбились во время посадки.
После полудня солдаты 324-го полка полковника Польмана, не встречая сопротивления, на реквизированных автобусах и грузовиках заняли Осло. Немецкие корабли вошли в порт Осло только утром 10 апреля.